# Grande Prêmio de Mônaco de 1966
Resultados do Grande Prêmio de Mônaco de Fórmula 1 realizado em Montecarlo em 22 de maio de 1966. Primeira etapa da temporada, foi vencido pelo britânico Jackie Stewart, da BRM.

## Resumo
Última vez que uma temporada de Fórmula 1 começou no continente europeu, marca vigente até o Grande Prêmio da Áustria de 2020.
Estreia da equipe McLaren na categoria.

## Classificação da prova
| Pos. | Nº | Piloto          | Construtor      | Voltas | Tempo/Diferença   | Grid | Pontos     |
| ---- | -- | --------------- | --------------- | ------ | ----------------- | ---- | ---------- |
| 1    | 12 | Jackie Stewart  | BRM             | 100    | 2:33:10.5         | 3    | 9          |
| 2    | 16 | Lorenzo Bandini | Ferrari         | 100    | + 40.2            | 5    | 6          |
| 3    | 11 | Graham Hill     | BRM             | 99     | + 1 volta         | 4    | 4          |
| 4    | 19 | Bob Bondurant   | BRM             | 95     | + 5 voltas        | 16   | 3          |
| Ret  | 9  | Richie Ginther  | Cooper-Maserati | 80     | Transmissão       | 9    |            |
| NC   | 21 | Guy Ligier      | Cooper-Maserati | 75     | + 25 voltas       | 15   | [ nota 2 ] |
| NC   | 18 | Jo Bonnier      | Cooper-Maserati | 73     | + 27 voltas       | 14   | [ nota 2 ] |
| Ret  | 4  | Jim Clark       | Lotus-Climax    | 60     | Suspensão         | 1    |            |
| Ret  | 10 | Jochen Rindt    | Cooper-Maserati | 56     | Motor             | 7    |            |
| Ret  | 14 | Jo Siffert      | Brabham-BRM     | 35     | Embreagem         | 13   |            |
| Ret  | 6  | Mike Spence     | Lotus-BRM       | 34     | Suspensão         | 12   |            |
| Ret  | 7  | Jack Brabham    | Brabham-Repco   | 17     | Câmbio            | 11   |            |
| Ret  | 17 | John Surtees    | Ferrari         | 16     | Transmissão       | 2    |            |
| Ret  | 8  | Denny Hulme     | Brabham-Climax  | 15     | Transmissão       | 6    |            |
| Ret  | 2  | Bruce McLaren   | McLaren-Ford    | 9      | Vazamento de óleo | 10   |            |
| Ret  | 15 | Bob Anderson    | Brabham-Climax  | 3      | Motor             | 8    |            |
| DNS  | 20 | Phil Hill       | Lotus-Climax    |        | Camera car        |      |            |
| WD   | 1  | Chris Amon      | McLaren-Ford    |        |                   |      |            |
| WD   | 3  | Peter Arundell  | Lotus-BRM       |        |                   |      |            |
| WD   | 5  | Richard Attwood | BRM             |        |                   |      |            |

## Tabela do campeonato após a corrida
| Pos. | Piloto          | Pontos |
| ---- | --------------- | ------ |
| 1    | Jackie Stewart  | 9      |
| 2    | Lorenzo Bandini | 6      |
| 3    | Graham Hill     | 4      |
| 4    | Bob Bondurant   | 3      |

| Pos. | Construtor | Pontos |
| ---- | ---------- | ------ |
| 1    | BRM        | 9      |
| 2    | Ferrari    | 6      |

- Nota: Somente as primeiras cinco posições estão listadas. Apenas os cinco melhores resultados de cada piloto ou equipe eram computados visando o título. Neste ponto esclarecemos: na tabela dos construtores figurava somente o melhor colocado dentre os carros de um time.